# RCマシー
ラグビー・クラブ・マシー・エソンヌ（仏: Rugby Club Massy Essonne）は、フランスのエソンヌ県マシーに本拠地を置くラグビーユニオンクラブである。スタジアムはスタッド・ジュール＝ラドゥメグ。ナシオナル（3部）に所属。通称はRCマシー。

## 歴史
1971年創設。
2021-22シーズン、ナシオナルからプロD2への昇格を決める。

## スコッド
- マルコ・フゼル(イタリア代表)
- ジェイミー＝ジェリー・タウランギ(サモア代表)
- マテオ・サンギネッティ(ウルグアイ代表)

## 歴代所属選手
- マチュー・バスタロー(フランス代表)
- セク・マカルー(フランス代表)
- パブロ・ホイテ(チリ代表)
- シャルヴァ・スティアシヴィリ(ジョージア代表)
- メラブ・クヴィリカシヴィリ(ジョージア代表)
- マイク・タジャール(ポルトガル代表)
- タンギノア・ハライフォヌア(トンガ代表)
- マリオ・サガリオ(ウルグアイ代表)
- アドリアン・モトック(ルーマニア代表)
- アンドレ・ゴリン(ルーマニア代表)
- スティービー・セルケイラ(ポルトガル代表)
- アンディ・ティモ(7人制フランス代表)